# مارغريت سوندرز أوت
مارغريت سوندرز أوت (بالإنجليزية: Margaret Saunders Ott)‏ هي عازفة بيانو أمريكية، ولدت في 18 يوليو 1920، وتوفيت في 8 يونيو 2010.